# Дуров, Анатолий Анатольевич
Анато́лий Анато́льевич Ду́ров (11 апреля [23 апреля] 1887, Петербург — 19 ноября 1928, Ижевск) — артист цирка, клоун-сатирик и дрессировщик, сын Анатолия Леонидовича Дурова.

## Биография
Детство и юность прошли в Воронеже. Окончил частное реальное училище В. М. Чернозубовой, помогал отцу на манеже.
Самостоятельный дебют в цирке состоялся в Рязани в 1914 году (псевдоним Толли). Выступал в Москве и Нижнем Новгороде. За одну из дерзких шуток был выслан в Вятскую губернию.
После смерти отца (1916) Дуров унаследовал его аттракцион и стал выступать под именем А. Дуров-младший.

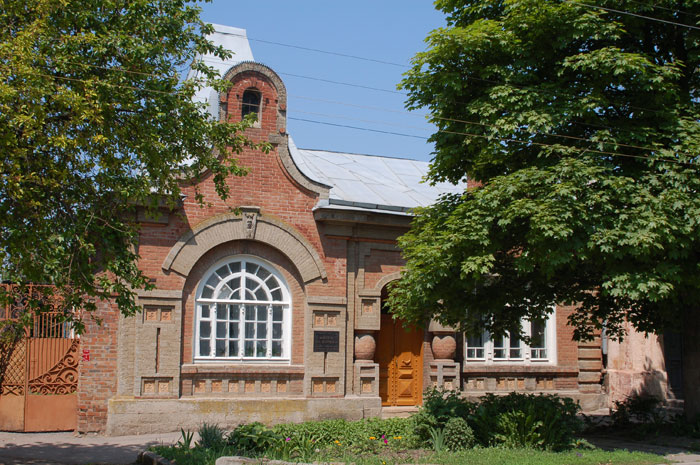
Музей Дурова в Таганроге.© TaganrogCity.Com

В 1917 году ему удалось выехать на гастроли за границу. В Германии, Франции, Италии Дуров имел шумный успех. На родину возвратился в 1925 году, гастролировал по стране.
В августе 1926 года приехал в Таганрог и решил здесь обосноваться. Купил дом, перевёз семью и своих зверей.
Во время гастролей в Ижевске погиб на охоте от случайного выстрела.
Урна с прахом артиста находилась в Таганроге.
В 1998 году произведено захоронение на старом городском кладбище.

## Память
- В Таганроге в декабре 1988 года открыт музей А. А. Дурова (переулок А.Глушко, 44).
- В Ижевске на месте гибели артиста установлен памятник